# 니즈니노브고로드 스타디움

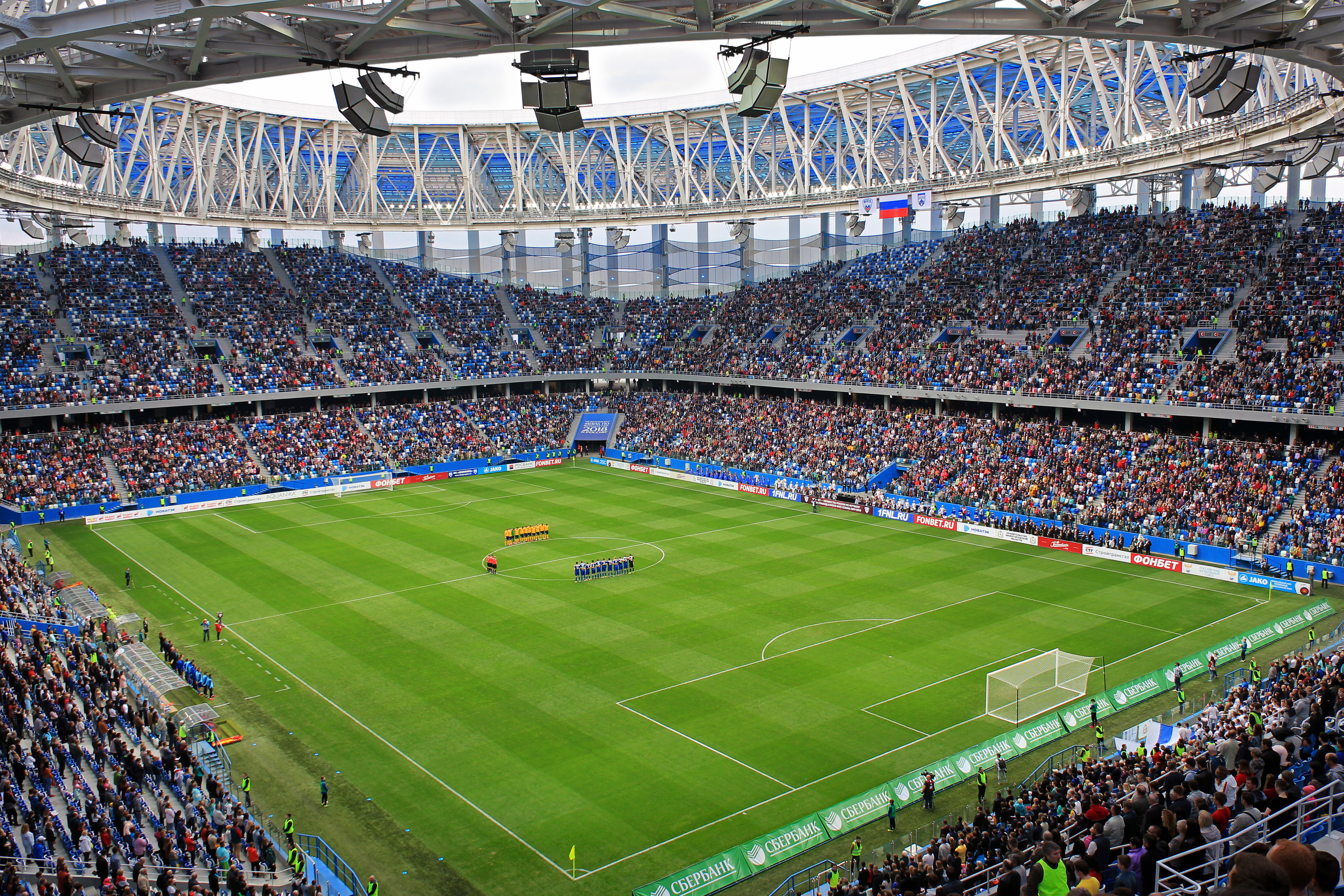
경기장 내부

니즈니노브고로드 스타디움(стадион «Нижний Новгород»)은 러시아 니즈니노브고로드에 위치한 경기장이다. 2018년 FIFA 월드컵 개최 경기장으로 선정되었다. FC 니즈니노브고로드의 홈 구장으로 사용되고 있으며 수용 인원은 44,899명이다.

## 2018년 FIFA 월드컵일정
| 날짜            | 시간 (UTC+3) | 팀 #1      | 결과             | 팀 #2      | 대회   | 관중   |
| --------------- | ------------ | ---------- | ---------------- | ---------- | ------ | ------ |
| 2018년 6월 18일 | 15:00        | 스웨덴     | 1 - 0            | 대한민국   | F조    | 42,300 |
| 2018년 6월 21일 | 21:00        | 아르헨티나 | 0 - 3            | 크로아티아 | D조    | 43,319 |
| 2018년 6월 24일 | 15:00        | 잉글랜드   | 6 - 1            | 파나마     | G조    | 43,319 |
| 2018년 6월 27일 | 21:00        | 스위스     | 2 - 2            | 코스타리카 | E조    | 43,319 |
| 2018년 7월 1일  | 21:00        | 크로아티아 | 1 - 1 (3 - 2 PK) | 덴마크     | 16강전 | 40,851 |
| 2018년 7월 6일  | 17:00        | 우루과이   | 0 - 2            | 프랑스     | 8강전  | 43,319 |